# Maurice Bouton
Maurice Paul René Monney-Bouton (París, 24 de febrero de 1892-Clichy, 15 de junio de 1965) fue un deportista francés que compitió en remo.
Participó en dos Juegos Olímpicos de Verano en los años 1920 y 1924, obteniendo dos medallas, plata en Amberes 1920 y plata en París 1924. Ganó dos medallas de oro en el Campeonato Europeo de Remo, en los años 1913 y 1920.

## Palmarés internacional
| Juegos Olímpicos   | Juegos Olímpicos  | Juegos Olímpicos | Juegos Olímpicos |
| Año                | Lugar             | Medalla          | Prueba           |
| ------------------ | ----------------- | ---------------- | ---------------- |
| 1920               | Amberes (Bélgica) | Medalla de plata | Dos con timonel  |
| 1924               | París (Francia)   | Medalla de plata | Dos sin timonel  |
| Campeonato Europeo |                   |                  |                  |
| Año                | Lugar             | Medalla          | Prueba           |
| 1913               | Gante (Bélgica)   | Medalla de oro   | Dos con timonel  |
| 1920               | Mâcon (Francia)   | Medalla de oro   | Dos con timonel  |